# 阿赫马德·阿里
阿赫马德·阿里（I. Ahmed Han，？—1015年），又称托干汗，喀喇汗国第七任可汗，最早皈依伊斯兰教的突厥人萨图克·博格拉汗的曾孙、奥布·哈桑的儿子。他在奥布·哈桑去世后，成为大汗。他住八剌沙衮，他的堂弟优素福·卡迪尔汗在喀什噶尔率军入侵于阗。1004年，之后优素福·卡迪尔汗在喀什噶尔成为副汗、其弟纳赛尔·阿里在河中成为副汗。他和曼苏尔·阿里、阿赫马仅是在八剌沙衮名义上的共主。他去世后，其弟曼苏尔·阿里（曼苏尔阿尔斯兰汗）继位。
| 前任： 奥布·哈桑 | 喀喇汗国可汗 998年—1015年 | 繼任： 曼苏尔·阿里 |